# Hochscheid
Hochscheid ist eine Ortsgemeinde im Landkreis Bernkastel-Wittlich in Rheinland-Pfalz. Sie gehört der Verbandsgemeinde Bernkastel-Kues an.

## Geographie
Der ländlich geprägte Ort Hochscheid liegt inmitten der Mittelgebirgslandschaft des Hunsrücks am Fuße des Idarkopfs. Benachbarte Gemeinden im Umkreis von fünf Kilometern sind Horbruch (Entfernung: 1,2 km Luftlinie), Wahlenau (3,0 km), Hirschfeld (3,0 km), Kleinich (3,0 km) und Krummenau (3,6 km). Nächstgelegenes Mittelzentrum ist Bernkastel-Kues.

## Geschichte
In Hochscheid wurde ein Heiligtum des Apollo und der Sirona aus dem 2. Jahrhundert n. Chr. ausgegraben. Dort fand sich auch die Inschrift „DEO APOLLINI ET SANCTE SIRONE“, wobei sich „Apollini“ auf den Heilgott Apollo Grannus bezieht, der im Zuge der Interpretatio Romana mit Apollon identifiziert wurde. Die durch die Ortsmitte verlaufende Römerstraße geht auf die Ausoniusstraße zurück, die von den Römern von Trier nach Bingen gebaut wurde.
Hochscheid gehörte zur Hinteren Grafschaft Sponheim.

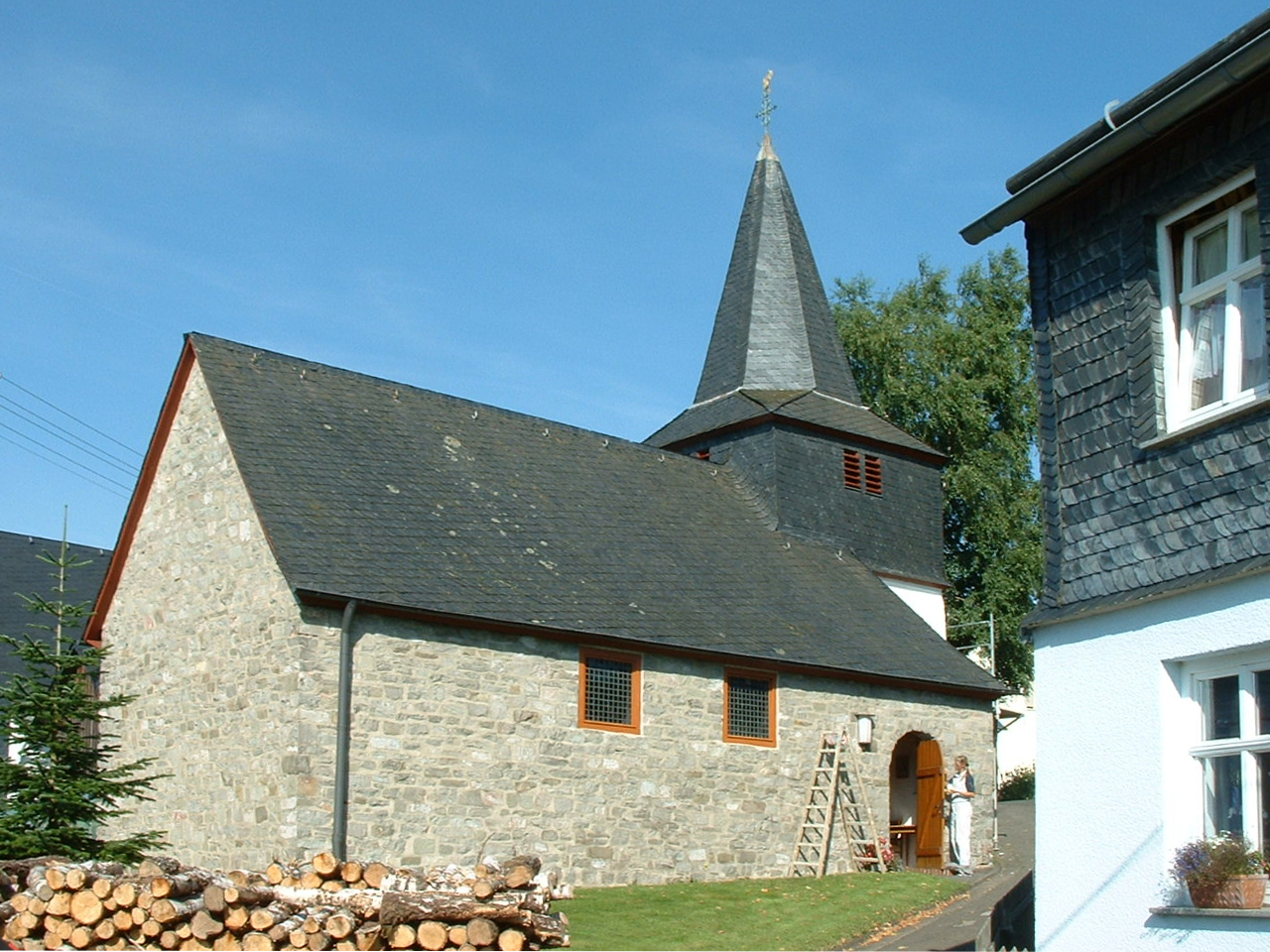
Evangelische Kirche Hochscheid

Eine erste Kapelle stand schon vor 1529. Sie war wahrscheinlich dem hl. Aegidius geweiht. 1743 war diese Kapelle zerstört, wohl schon im Dreißigjährigen Krieg. 1752 wurde die Kapelle neu aufgebaut, aber schon 1790 stand nur noch der Turm. Später wurde an diesen Turm eine Winterschule angebaut. In der Kapelle war eine Glocke von 1629 mit der Inschrift „Johann Burchart Trarbach Pfarher zu Clenich. Johann Schüßler Kirchenmeister. Anno MDCXXIX“ aufgehängt.
Seit 1946 ist der Ort Teil des Landes Rheinland-Pfalz.

## Politik

### Gemeinderat
Der Ortsgemeinderat in Hochscheid besteht aus sechs Ratsmitgliedern, die bei der Kommunalwahl am 9. Juni 2024 in einer Mehrheitswahl gewählt wurden, und dem ehrenamtlichen Ortsbürgermeister als Vorsitzendem.

### Bürgermeister
Erhard Wolf wurde 2004 Ortsbürgermeister von Hochscheid. Da bei der Direktwahl am 26. Mai 2019 kein Wahlvorschlag eingereicht wurde, oblag die Neuwahl des Bürgermeisters gemäß rheinland-pfälzischer Gemeindeordnung dem Rat. Dieser bestätigte Wolf am 17. Juni 2019 in seinem Amt. Auch für die Direktwahl am 9. Juni 2024 wurde erneut kein Wahlvorschlag eingereicht. Wolfs Wiederwahl erfolgte daher bei der konstituierenden Sitzung am 9. Juli 2024 durch den neu gewählten Rat.

### Wappen
| Wappen von Hochscheid | Blasonierung: „In grünem Feld über silbernem Wasser links eine Leier, rechts ein Lorbeerzweig.“ |
| Wappen von Hochscheid | Wappenbegründung: Das Wappen leitet sich von einem hoch im Wald ausgegrabenen römischen Quellheiligtum aus dem 2. Jahrhundert ab. Es zeigt die Attribute des Quellengottes Apollo, Leier und Lorbeer, sowie Wasser der Quelle. |

## Wirtschaft und Infrastruktur
Hochscheid zählt zum Verkehrsverbund Region Trier (VRT).
Der Bahnhof Hochscheid lag an der mittlerweile stillgelegten Hunsrückquerbahn Langenlonsheim–Hermeskeil.
Die Hunsrückhöhenstraße (B 50) führt im Nordwesten am Ort vorbei. Zwischen der Hunsrückhöhenstraße und der alten Bahntrasse befindet sich das Werksgelände der Hochscheider Trocken- und Hobelwerk GmbH, die hier das größte Sägewerk in Rheinland-Pfalz betreibt, in dem jährlich ca. 500.000 Festmeter Rundholz verarbeitet werden.

## Persönlichkeiten
- Bruno Müller-Linow (1909–1997), Maler und Graphiker